# ایکدا تسوناماسا
ایکدا تسوناماسا (به ژاپنی: 池田 綱政 Ikeda Tsunamasa); ۱۸ فوریهٔ ۱۶۳۸ – ۵ دسامبر ۱۷۱۴) سیاستمدار و دایمیو در دوره ادو اهل ژاپن بود.